# Bátiovo
Bátiovo (en ucraniano: Батьово) es un pueblo ucraniano perteneciente al óblast de Transcarpacia. Situado en el oeste del país, forma parte del raión de Bérejove y centro del municipio (hromada) homónimo.

## Toponimia
El lugar también se conoce con un nombre similar en otros idiomas de importancia local (en rusino: Батёво; en ruso: Батёво; en eslovaco: Baťovo). En otros idiomas el nombre es distinto (en húngaro: Bátyú; en rumano: Craia; en alemán: Königsfeld an der Theiß).

## Geografía
Bátivo se encuentra al norte del río Serne, 24 km al suroeste de Mukáchevo.

## Historia
El lugar fue mencionado por primera vez en 1205 como Bátyú (en ucraniano: Батьу). En aquella época, el asentamiento se ubicaba a orillas del río Tisza; sin embargo, las frecuentes inundaciones obligaron a los habitantes a trasladarse a un lugar más alejado de las orillas del río.
Desde 1872, el pueblo se convirtió en un cruce de las líneas ferroviarias Chop-Leópolis y Bátiovo-Korolevo. 
En 1910, el asentamiento formaba parte del reino de Hungría y contaba con 1490 habitantes, la mayoría húngaros. Después del final de la Primera Guerra Mundial, pasó a la recién formada Checoslovaquia (como parte de la Rutenia subcarpática) y en 1921, se estableció en Bátiovo la rama local del Partido Comunista de Checoslovaquia. 
Durante la Segunda Guerra Mundial, unas 40 familias del pueblo fueron enviadas a campos de concentración nazis y otras 90 personas a realizar trabajos forzados. Bátiovo pasó a formar parte de la Unión Soviética después de la Segunda Guerra Mundial. En otoño de 1944, 140 residentes fueron hechos prisioneros por las fuerzas soviéticas.
En 1946, el nombre del asentamiento se cambió a Vuzlove (en ucraniano: Вузлове; en ruso: Узловое, romanizado: Uzlóvoye), nombre que conservó hasta que volvió a llamarse Bátiovo el 1 de abril de 1995. En 1971, se le otorgó la categoría de asentamiento de tipo urbano. En 2001, Bátiovo sobrevivió a una gran inundación del río Tisza, en gran parte gracias al terraplén de la línea férrea, que detuvo la llegada de las aguas.
En 2023, la localidad perdió el estatus de asentamiento de tipo urbano debido a la eliminación de este estatus administrativo.

## Demografía
La evolución de la población de Bátiovo entre 1816 y 2022 fue la siguiente:
| 310                                                           | 1490 | 2105 | 2915 | 3046 | 3046 | 2914 |
| (Fuente: Cities & Towns of Ukraine y UKRAINE: Größere Städte) |      |      |      |      |      |      |

Según el censo de 2001, la lengua materna de la mayoría de los habitantes, el 64,64%, es el húngaro; del 32,85% es el ucraniano; y el ruso es del 2,02%.

## Infraestructura

### Arquitectura, monumentos y lugares de interés
La ciudad alberga un par de atracciones, incluida la iglesia reformada, que fue construida originalmente en 1910, pero reconstruida en 1988 y renovada en 2003, así como la finca Lónyay, que fue nacionalizada durante la época soviética.

### Transporte
La línea ferroviaria Úzhgorod-Solótvino atraviesa Bátiovo, con una estación en la ciudad que sirve como control fronterizo entre Ucrania y Hungría. El ferrocarril de Bátiovo es el principal empleador de los habitantes de la ciudad.